# Coadout
Coadout (tiếng Breton: Koadoud) là một xã của tỉnh Côtes-d’Armor, thuộc vùng Bretagne, tây bắc Pháp.

## Dân số
Người dân ở Coadout được gọi là Coadoutais.